# Südafrikanische Zwergmaus
Die Südafrikanische Zwergmaus oder Orange Zwergmaus (Mus orangiae) ist ein Nagetier in der Gattung der Mäuse.

## Taxonomie
Das Taxon wird gelegentlich als Unterart der Afrikanischen Zwergmaus (Mus minutoides) geführt. Eine Studie von 2014 fand in Museumsexemplaren, die der Afrikanischen Zwergmaus zugerechnet werden, drei unterschiedliche Karyotypen. Die Verfasser vermuten, dass es sich bei Mus orangiae um den Karyotyp handelt, der einen diploiden Chromosomensatz von 2n=34 hat.

## Merkmale
Mit einer Kopf-Rumpf-Länge von 52 bis 69 mm und einer Schwanzlänge von 36 bis 40 mm ist die Art eine sehr kleine Maus. Sie hat 12 bis 14 mm lange Hinterfüße und 9 bis 14 mm lange Ohren. Gewichtsangaben liegen nicht vor. Die Haare der Oberseite sind nahe der Wurzel hellgrau und im weiteren Verlauf meist orangebraun, was eine intensiv orangebraune Fellfarbe ergibt. Durch schwarze Spitzen an vereinzelten Haaren auf dem Rücken entsteht eine getüpfelte Musterung. Auf der Unterseite kommt rein weißes Fell vor. Der Kopf ist durch eine spitze Schnauze, durch lange Vibrissen und durch abgerundete Ohren gekennzeichnet. Soweit bekannt kommt kein weißer Fleck an den Ohren vor. Die Südafrikanische Zwergmaus hat vier Finger an den Vorderpfoten und fünf Zehen an den Hinterfüßen. Diese sind mit gut entwickelten Krallen ausgerüstet und weiß gefärbt. Der Schwanz besitzt eine braune Oberseite und eine hellere Unterseite.
Bei Weibchen kommen acht Zitzen vor, was die Art von der Afrikanischen Zwergmaus unterscheidet, die zehn Zitzen hat.

## Verbreitung und Lebensweise
Exemplare dieser Art sind aus der Provinz Freistaat in Zentral-Südafrika sowie aus Lesotho bekannt. Sie halten sich in offenen Grasflächen auf. Diese Maus ruht am Tage in Steinhaufen oder Termitenhügeln und sucht nachts nach Nahrung.